# 1598
1598. је била проста година.

## Догађаји

### Јануар
- 7. јануар — на руски престо је ступио Борис Годунов, после смрти Фјодора I, последњег цара из династије Рјурикович.

### Април
- 13. април — Француски краљ Анри IV потписао Нантски едикт, којим је завршен Рат тројице Анрија и хугенотима признају иста права као и католицима.

### Децембар
- 16. децембар — Корејска морнарица адмирала Ји Сан-шина је поразила јапанску флоту у бици у Норјаншком мореузу.

## Смрти

### Јануар
- 7. јануар — Фјодор I Звонар, руски цар